# Яцуба Володимир Григорович
Яцу́ба Володи́мир Григо́рович (нар. 1 липня 1947 року, Дніпропетровськ, Українська РСР, СРСР) — український політик.
Голова севастопольської міськдержадміністрації (з 7 червня 2011 по 7 березня 2014 року), керував містом до російської анексії. До цього виконував обов'язки міністра регіонального розвитку та будівництва України в уряді Миколи Азарова та уряді Віктора Януковича (з 21 березня по 18 грудня 2007 року).

## Життєпис
Народився 1 липня 1947 р. у Дніпропетровську в українській сім'ї металургів.

### Освіта
У 1970-му закінчив Дніпропетровський металургійний інститут за фахом «металургія чорних металів». Кандидатська дисертація «Кадрове забезпечення державного управління (організаційно-правовий аспект)» (Українська академія державного управління при Президентові України, 1999 рік).

### Кар'єра
Народний депутат України 6-го скликання з листопада 2007 до березня 2010 р.р. від Партії регіонів, № 103 в списку. На час виборів працював Міністром регіонального розвитку та будівництва України. Член фракції Партії регіонів (з листопаду 2007-го). Член Комітету будівництва, містобудування і житлово-комунального господарства та регіональної політики (з грудня 2007), голова підкомітету з питань будівництва та архітектури (з січня 2008). Склав депутатські повноваження 11 березня 2010 р.
- В березні 1994 р. — кандидат у народні депутати України в Амур-Нижньодніпровському виборчому окрузі № 73 в Дніпропетровській області. Отримав у першому турі 28.49 % голосів, у другому — 45.29 %.
- Народний депутат України 1-го скликання з березня 1990 (2-й тур) до квітня 1994. З червня 1990 року член Комісії з питань діяльності рад народних депутатів, розвитку місцевого самоврядування.
- Група «За соціальну справедливість». На час виборів: Дніпроп. МК КПУ, 1-й секретар 1-й тур: з'яв. 71.6 %, за 47.0 %. 2-й тур: з'яв. 67.5 %, за 66.0 %. 2 суперн. (осн. — Климковський Б. М., н. 1928, член КПРС, ВНДПТІ механізованої праці в чорній металургії, зав. відділу, 1-й тур — 19.0 %, 2-й тур — 24.4 %).
- Служив в армії в 1970—1972 роках.
- З 1972 — майстер, старший майстер, 1-й заступник начальника цеху.
- З 1979 — заступник секретаря, з 1980 — секретар парткому, завод ім. Комінтерну.
- З 1984 — 1-й секретар, Амур-Нижньодніпровського РК КПУ Дніпропетровська.
- З 1987 — інспектор ЦК КПУ, інструктор ЦК КПРС.
- З грудня 1988 — 1-й секретар Дніпропетровського МК КПУ. Пізніше був членом ЦК КПУ.
- 1990—1991 — голова Дніпропетровської міськради народних депутатів.
- З 1991 — заступник директора з реконструкції, начальник лабораторії, завод ім. Комінтерну.
- Липень-вересень 1994-го — в.о. керівника, а у вересні 1994 — березні 1995 — керівник Управління з питань територій, з березня 1995 до грудня 1998 — 1-й заступник Глави Адміністрації Президента України[7][8].
- Грудень 1998 — січень 2000 — 1-й заступник Міністра кабміну України[9][10].
- Січень 2000 — червень 2001 — 1-й заступник Урядового секретаря кабміну України[11][12].
- 30 травня 2001 — 3 червня 2003 — Державний секретар КМ України[13][14].
- 3 червня — 29 липня 2003 — Міністр кабінету міністрів України[15][16].
- 29 липня 2003 — 30 грудня 2004 — голова Дніпропетровської облдержадміністрації[17][18].
- Липень — жовтень 2006 — віце-президент Національної академії державного управління при Президентові України[19][20].
- Жовтень 2006 — березень 2007 — радник Прем'єр-міністра України[21][22]. Депутат Дніпропетровської облради (жовтень 2003 — квітень 2006 р.).
- Член Ради роботи з кадрами при Президентові України (07.1995-03.2000); заступник голови Комісії з державних нагород України при Президентові України (лютий 1997 — квітень 2000); член Координаційної ради з питань місцевого самоврядування (травень 1997 — грудень 2000); член наглядової ради Національного фонду соцзахисту матерів і дітей «Україна — дітям» (березень 1997 — січень 2004); член Держкомісії з проведення в Україні адміністративних реформи (з 08.1997); член Координаційної ради з питань внутрішньої політики (з 09.1998); член правління Фонду сприяння місцевому самоврядуванню України (з липня 1998); член Комітету експертів ООН з питань державного управління (з травня 2002); голова спостережної ради ДАК «Українські поліметали» (з травня 2003).
- З червня 2011 до кінця лютого 2014 — Голова Севастопольської міської держадміністрації.

## Політична діяльність під час Євромайдану
Наприкінці 2013 — початку 2014 р. організовував протидію можливим провокаціям під час подій Євромайдану. Збирав загони «добровольців» («тітушок»), які мали допомагати міліції та МВС, посилив пости ДАІ на в'їздах до міста. На так званому мітингу «народної волі» 23 лютого 2014 р. пообіцяв севастопольцям «бути з ними до кінця» і на секунду став на коліно перед громадою, що викрикувала «Росія!». Підтримав кандидатуру Чалого на посаду голови виконавчого комітету Севастопольської міської ради, який пізніше був обраний на дану посаду шляхом «голосування» під час мітингу.
Наступного дня, 24 лютого, публічно склав свої повноваження. Цього ж дня вийшов з Партії Регіонів, як і багато хто з його політичних колег.

## Родина
Одружений, має 4 дітей.

## Відзнаки та нагороди
- Почесні грамоти Кабінету Міністрів України (липень 2000[24], липень 2002[25], серпень 2003[26]);
- Ордени «За заслуги» III ст. (липень 1997)[27], II (грудень 2000)[28], I ст. (липень 2002)[29];
- Орден князя Ярослава Мудрого IV ст. (2011)[30].